# Marrequinha-comum

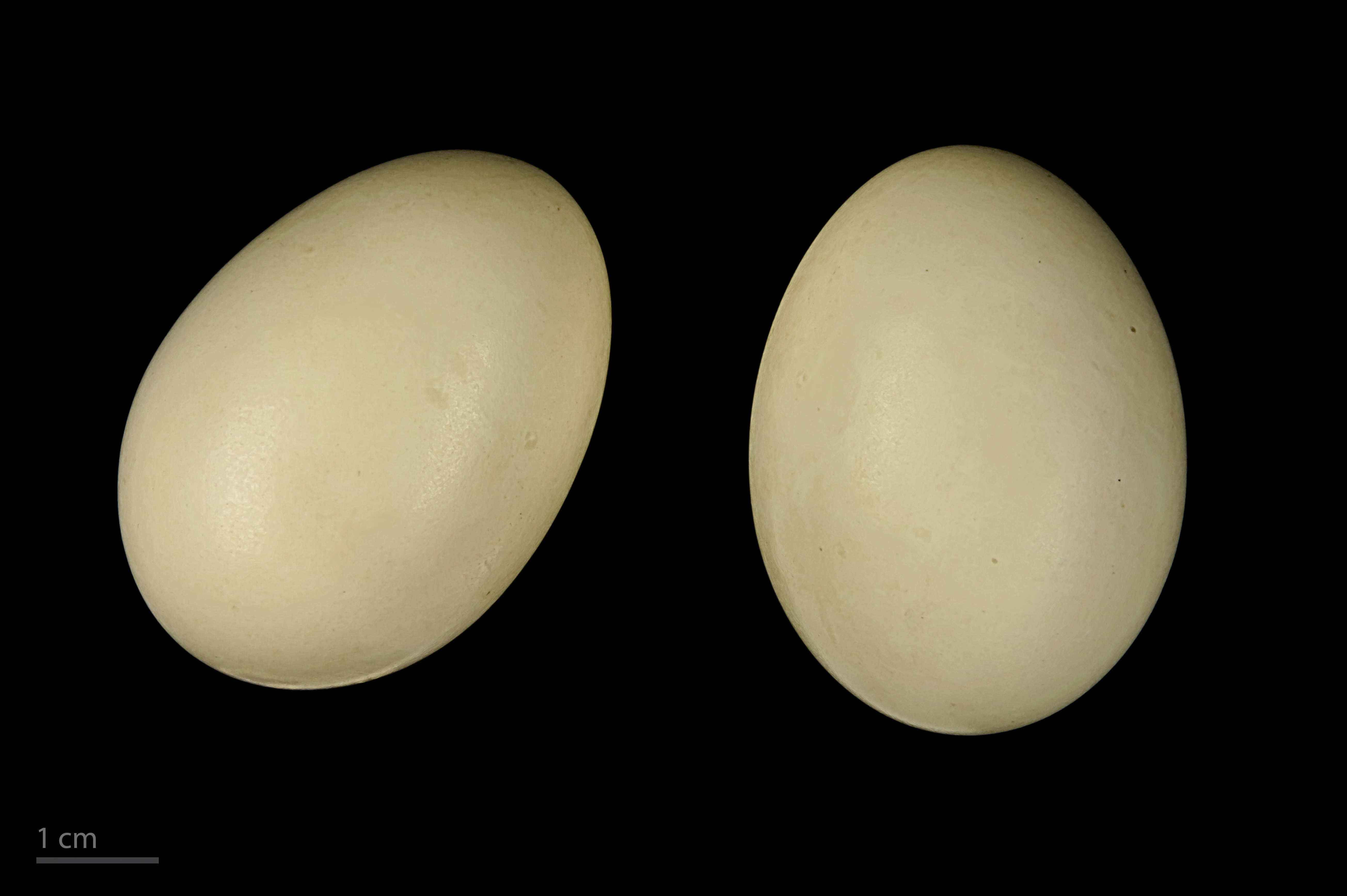
Anas crecca - MHNT

Marrequinha-eurasiática ou marrequinha-comum (Anas crecca) é uma ave anseriforme. É o menor pato da Europa. Tal como os outros membros da sua família, apresenta dimorfismo sexual, sendo os machos mais coloridos, com a cabeça vermelha e verde e o dorso cinzento, enquanto que as fêmeas são mais acastanhadas.
Este pequeno pato nidifica em latitudes boreais, desde a Islândia, passando pela Escócia até à Escandinávia, Finlândia, Polónia e Rússia. É uma ave migradora, havendo muitos milhares de indivíduos que se deslocam para sul e passam o Inverno na bacia do Mediterrâneo.
Em Portugal a marrequinha-comum é uma espécie invernante bastante comum nas principais zonas húmidas, como estuários e pauis.
A marrequinha-americana (Anas crecca carolinensis), considerada uma espécie distinta por alguns autores, é acidental em Portugal.